# Jean Cruppi
Jean Charles Marie Cruppi (Toulouse, 22 de mayo de 1855-Fontainebleau, 16 de octubre de 1933) fue un político francés, diputado, senador, ministro de Comercio e Industria y ministro de Asuntos exteriores durante la Tercera República.

## Biografía

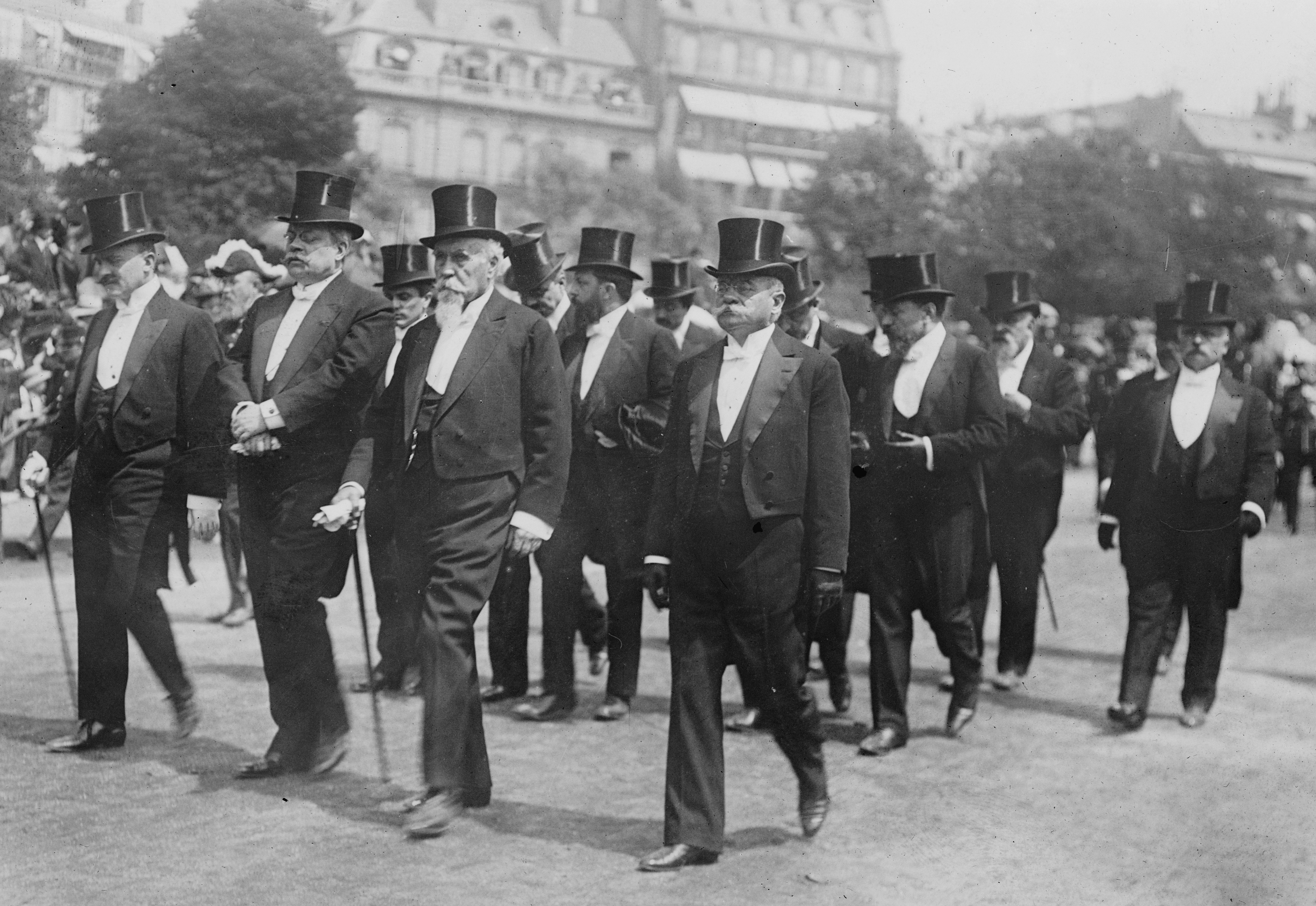
Cruppi, segundo por la izquierda, en el funeral de Henri Maurice Berteaux en 1911.

Nació el 22 de mayo de 1855 en Toulouse. Ocupó asiento de diputado entre 1818 y 1919 y de senador entre 1920-1924.
Fue titular del ministerio de Comercio e Industria entre enero de 1908 y julio de 1909 y del de Asuntos Exteriores entre marzo y junio de 1911.
Falleció el 16 de octubre de 1933 en Fontainebleau (departamento de Seine-et-Marne).

## Obras
- Cruppi, Jean (1898). La Cour d'assises (en francés). París: Calmann Lévy.